# Södra Ön

Södra Ön, även Södra Öhn, är en by i Ströms distrikt (Ströms socken) vid Ströms Vattudal, cirka åtta kilometer nordväst om Strömsund i Strömsunds kommun, Jämtlands län.
Den första fasta bosättningen påbörjades under mitten av 1800-talet, och nybyggaren hette Per Jonsson och kom från Hammerdals socken. Bosättningen låg på den plats där idag "Svanbergs-gården" ligger. I byn finns ett sågverk samt några mindre jordbruk.
Sångerskan och skådespelaren Sonja Lindgren (1936–2011) kom från Södra Ön.